# Palliduphantes bolivari
Palliduphantes bolivari là một loài nhện trong họ Linyphiidae.
Loài này thuộc chi Palliduphantes. Palliduphantes bolivari được Jean-Louis Fage miêu tả năm 1931.